# Colobothea pulchella
Colobothea pulchella är en skalbaggsart som beskrevs av Bates 1865. Colobothea pulchella ingår i släktet Colobothea och familjen långhorningar.
Artens utbredningsområde är Venezuela. Inga underarter finns listade i Catalogue of Life.